# 306128 Pipher
306128 Pipher este o planetă minoră (asteroid), cu un diametru de 4,88 km, din centura de asteroizi. A fost descoperită pe 12 mai 2010 la Wise Observatory⁠(d) de Wide-field Infrared Survey Explorer⁠(d) și a fost numită după Judith Pipher⁠(d). 
Obiectul prezintă o orbită caracterizată de o semiaxă mare de 3,0866534172924 UAi, o excentricitate de 0,08, o înclinație de 8,5 ° în raport cu ecliptica.